# Whalley
Whalley är en ort och civil parish i Storbritannien.   Den ligger i grevskapet Lancashire och riksdelen England, i den centrala delen av landet, 300 km nordväst om huvudstaden London. Whalley ligger 51 meter över havet och antalet invånare är 3 302.
Terrängen runt Whalley är kuperad åt nordost, men åt sydväst är den platt. Whalley ligger nere i en dal.Runt Whalley är det tätbefolkat, med 947 invånare per kvadratkilometer. Närmaste större samhälle är Blackburn, 9,4 km sydväst om Whalley. Runt Whalley är det i huvudsak tätbebyggt.